# Liste der Staatsführer Nordkoreas
Dies ist eine Liste über die historische Besetzung der wichtigen Staatsämter in der Demokratischen Volksrepublik Korea.
Die politische Situation ist von der Dominanz der Kim-Familie geprägt. Grundlage der Herrschaftsausübung sind im Wesentlichen die Partei der Arbeit Koreas (PdAK) und die Koreanische Volksarmee. Formell ist das höchste Organ des Staates die Oberste Volksversammlung, die Exekutive wird vom Ministerrat ausgeübt. Entscheidend für die Führung des Landes ist aber vor allem das Komitee für Staatsangelegenheiten der DVRK, deren Vorsitzender das höchste Amt im Staate innehat.
Die offiziellen politischen Strukturen treten hinter dem Machtanspruch dieser Familie zurück. Seit der Unabhängigkeit Nordkoreas lag die faktische Macht mitsamt Personenkult bei Kim Il-sung (1948–1994), seinem Sohn Kim Jong-il (1994–2011) und wird seit 2011 von dessen Sohn Kim Jong-un innegehalten. Grundlage der Macht ist hierbei in erster Linie die Zugehörigkeit zur herrschenden Familie und weniger das Bekleiden bestimmter Ämter. So bekleidete jeder der drei Machthaber mehrere Ämter nach- oder hintereinander. Alle drei hatten die Positionen als Chef von Staat, Partei und Militär inne, wobei die genauen Amtsbezeichnungen sich ändern konnten: Kim Il-sung war noch Präsident; ein Amt, das ihm nach seinem Tod 1994 durch eine Verfassungsänderung von 1998 auf Ewigkeit übertragen wurde. Ähnliches geschah 2011 beim Tod von Kim Jong-il, der zum „Ewigen Generalsekretär der Arbeiterpartei“ und zum „Ewigen Vorsitzenden der Militärkommission“ erklärt wurde.

## Oberste Führer
Beim Obersten Führer handelt es sich nicht um ein Amt; der Begriff versucht, die Machtvollkommenheit der Kim-Familie zu beschreiben.
| Bild | Name        | Beginn der Herrschaft | Ende der Herrschaft   | Ämter |
| ---- | ----------- | --------------------- | --------------------- | --- |
|      | Kim Il-sung | 8. Februar 1948       | 8. Juli 1994 (†)      | Oberbefehlshaber (1948–1991) Premierminister (1948–1972) Vorsitzender des Zentralkomitees der PdAK (1949–1966) Vorsitzender der Zentralen Militärkommission der PdAK (1950–1994) Generalsekretär der PdAK (1966–1994) Präsident (1972–1994) Vorsitzender der Nationalen Verteidigungskommission (1972–1993) „Ewiger Präsident“ (seit 1998)                                                          |
|      | Kim Jong-il | 8. Juli 1994          | 17. Dezember 2011 (†) | Oberbefehlshaber (1991–2011) Vorsitzender der Nationalen Verteidigungskommission (1993–2011) Generalsekretär der PdAK (1997–2011) Vorsitzender der Zentralen Militärkommission der PdAK (1997–2011) „Ewiger Generalsekretär der PdAK“ und „Ewiger Vorsitzender des Nationalen Verteidigungskomitees der DVRK“ (seit 2012) bzw. „Ewiger Vorsitzender des Komitee für Staatsangelegenheiten der DVRK“ |
|      | Kim Jong-un | 17. Dezember 2011     | amtierend             | Oberbefehlshaber (seit 2011) Erster Sekretär der PdAK (2012–2016) Vorsitzender der PdAK (2016–2021) Generalsekretär der PdAK (seit 2021) Erster Vorsitzender der Nationalen Verteidigungskommission (2012–2016) Vorsitzender des Komitees für Staatsangelegenheiten (seit 2016) Vorsitzender der Zentralen Militärkommission der PdAK (seit 2012)                                                   |

## Staatsoberhäupter
Vorsitzende des Ständigen Ausschusses der Obersten Volksversammlung (1948–1972)
Präsident (1972–1994)
Vorsitzende des Präsidiums der Obersten Volksversammlung (seit 1994)
| Name           | Beginn der Amtszeit | Ende der Amtszeit  |
| -------------- | ------------------- | ------------------ |
| Kim Du-bong    | 9. September 1948   | 20. September 1957 |
| Choe Yong-gon  | 20. September 1957  | 28. Dezember 1972  |
| Kim Il-sung    | 28. Dezember 1972   | 8. Juli 1994       |
| Yang Hyong-sop | 8. Juli 1994        | 5. September 1998  |
| Kim Yong-nam   | 5. September 1998   | 11. April 2019     |
| Choe Ryong-hae | 11. April 2019      | amtierend          |

## Premierminister
Vorsitzende des Ministerrates
| Name                   | Beginn der Amtszeit | Ende der Amtszeit |
| ---------------------- | ------------------- | ----------------- |
| Kim Il-sung            | 9. September 1948   | 28. Dezember 1972 |
| Kim Il                 | 28. Dezember 1972   | 29. April 1976    |
| Pak Song-chol          | 29. April 1976      | 16. Dezember 1977 |
| Li Jong-ok             | 16. Dezember 1977   | 27. Januar 1984   |
| Kang Song-san (1. Mal) | 27. Januar 1984     | 29. Dezember 1986 |
| Li Gun-mo              | 29. Dezember 1986   | 12. Dezember 1988 |
| Yon Hyong-muk          | 12. Dezember 1988   | 11. Dezember 1992 |
| Kang Song-san (2. Mal) | 11. Dezember 1992   | 21. Februar 1997  |
| Hong Song-nam          | 21. Februar 1997    | 3. September 2003 |
| Pak Pong-ju (1. Mal)   | 3. September 2003   | 11. April 2007    |
| Kim Yong-il            | 11. April 2007      | 7. Juni 2010      |
| Choe Yong-rim          | 7. Juni 2010        | 1. April 2013     |
| Pak Pong-ju (2. Mal)   | 1. April 2013       | 11. April 2019    |
| Kim Chae-ryong         | 11. April 2019      | 13. August 2020   |
| Kim Tok-hun            | 13. August 2020     | 29. Dezember 2024 |
| Pak Thae-song          | 29. Dezember 2024   | amtierend         |

## Parlamentspräsidenten
Vorsitzende des Ständigen Ausschusses der Obersten Volksversammlung (1948–1998)
Vorsitzende der Obersten Volksversammlung (seit 1998)
| Name           | Beginn der Amtszeit | Ende der Amtszeit  |
| -------------- | ------------------- | ------------------ |
| Kim Du-bong    | 9. September 1948   | 20. September 1957 |
| Choe Yong-gon  | 20. September 1957  | 28. Dezember 1972  |
| Hwang Jang-yop | 28. Dezember 1972   | 1983               |
| Yang Hyong-sop | 1983                | 5. September 1998  |
| Choe Thae-bok  | 5. September 1998   | 11. April 2019     |
| Pak Thae-song  | 11. April 2019      | amtierend          |

## Chronologie der Ämterfolge
Abg. = Anzahl der Abgeordneten
| Wahlperiode | Wahltag    | Abg. | Parlamentspräsident* | Staatspräsident | Vizepräsident(en)                       | Premier**      | Vizepremier(s)                                                                                    | Kabinett         |
| --- | ---------- | ---- | -------------------- | --------------- | --------------------------------------- | -------------- | ------------------------------------------------------------------------------------------------- | ---------------- |
| 1. Wahlperiode | 25.08.1948 | 572  | Kim Du-bong          | –               | –                                       | Kim Il-sung    | Kim Ch’aek u. a.                                                                                  | Kim Il-sung I    |
| 2. Wahlperiode | 27.08.1957 | 215  | Choe Yong-gon        | –               | –                                       | Kim Il-sung    | Kim Il u. a.                                                                                      | Kim Il-sung II   |
| 3. Wahlperiode | 08.10.1962 | 383  | Choe Yong-gon        | –               | –                                       | Kim Il-sung    | Kim Il                                                                                            | Kim Il-sung III  |
| 4. Wahlperiode | 25.12.1967 | 457  | Choe Yong-gon        | –               | –                                       | Kim Il-sung    | Kim Il                                                                                            | Kim Il-sung IV   |
| 5. Wahlperiode | 12.12.1972 | 541  | –                    | Kim Il-sung     | Choe Yong-gon, Kang Ryang-uk            | Kim Il         |                                                                                                   | Kim Il           |
| 5. Wahlperiode | 12.12.1972 | 541  | –                    | Kim Il-sung     | Choe Yong-gon, Kang Ryang-uk            | Pak Song-chol  | Pak Song-chol                                                                                     |                  |
| 6. Wahlperiode | 11.11.1977 | 579  | –                    | Kim Il-sung     | Kim Il, Kang Ryang-uk, Pak Song-chol    | Ri Jong-ok     |                                                                                                   | Ri Jong-ok I     |
| 7. Wahlperiode | 28.02.1982 | 615  | –                    | Kim Il-sung     | Kim Il, Kang Ryang-uk, Pak Song-chol    | Ri Jong-ok     |                                                                                                   | Ri Jong-ok II    |
| 7. Wahlperiode | 28.02.1982 | 615  | –                    | Kim Il-sung     | Kim Il, Kang Ryang-uk, Pak Song-chol    | Kang Song-san  | Kang Song-san I                                                                                   |                  |
| 8. Wahlperiode | 02.11.1986 | 655  | –                    | Kim Il-sung     | Pak Song-chol, Rim Chun-chu, Ri Jong-ok | Ri Kŭn-mo      |                                                                                                   | Ri Kun-mo        |
| 8. Wahlperiode | 02.11.1986 | 655  | –                    | Kim Il-sung     | Pak Song-chol, Rim Chun-chu, Ri Jong-ok | Yon Hyong-muk  | Yon Hyong-muk I                                                                                   |                  |
| 9. Wahlperiode | 22.04.1990 | 687  | –                    | Kim Il-sung     | Ri Jong-ok, Pak Sung-chol               | Yon Hyong-muk  |                                                                                                   | Yon Hyong-muk II |
| 9. Wahlperiode | 22.04.1990 | 687  | –                    | Kim Il-sung     | Ri Jong-ok, Pak Sung-chol               | Kang Song-san  | Kang Song-san II                                                                                  |                  |
| 9. Wahlperiode | 22.04.1990 | 687  | –                    | Kim Il-sung     | Ri Jong-ok, Pak Sung-chol               | Hong Song-nam  | Hong Song-nam I                                                                                   |                  |
| 10. Wahlperiode | 26.07.1998 | 687  | Kim Yong-nam         | –               | –                                       | Hong Sŏng-nam  | Cho Ch'ang-d'ŏk, Kwak Pŏm-gi                                                                      | Hong Sŏng-nam II |
| 11. Wahlperiode | 03.08.2003 | 687  | Kim Yong-nam         | –               | –                                       | Pak Pong-ju    | Kwak Pŏm-gi, Ro Tu-ch'ŏl, Chŏn Sŭng-hun                                                           | Pak Pong-ju I    |
| 11. Wahlperiode | 03.08.2003 | 687  | Kim Yong-nam         | –               | –                                       | Kim Yŏng-il    | Kwak Pŏm-gi, Ro Tu-ch'ŏl, Chŏn Sŭng-hun                                                           | Kim Yŏng-il I    |
| 12. Wahlperiode | 08.03.2009 | 687  | Kim Yong-nam         | –               | –                                       | Kim Yŏng-il    | Kwak Pŏm-gi, T’ae Chong-su, Ro Tu-ch'ŏl                                                           | Kim Yŏng-il II   |
| 12. Wahlperiode | 08.03.2009 | 687  | Kim Yong-nam         | –               | –                                       | Ch'oe Yŏng-rim | Kang Nŭng-su, Kim Rak-hŭi, Ri T'ae-nam, Chŏn Ha-ch'ŏl, Cho Pyŏng-ju, Han Kwang-bok                | Ch'oe Yŏng-rim   |
| 12. Wahlperiode | 08.03.2009 | 687  | Kim Yong-nam         | –               | –                                       | Pak Pong-ju    | Ro Tu-chol u. a.                                                                                  | Pak Pong-ju II   |
| 13. Wahlperiode | 09.03.2014 | 687  | Kim Yong-nam         | –               | –                                       | Pak Pong-ju    | Ro Tu-chol, Im Chol-Ung, Kim Tok-Hun, Ri Ju-o, Ri Ryong-Nam, Jon Kwang-ho, Tong Jong-ho, Ko In-ho | Pak Pong-ju III  |
| 14. Wahlperiode | 10.03.2019 | 687  | Choe Ryong-hae       | –               | –                                       | Kim Jae-ryong  | Ro Tu-chol, Im Chol-Ung, Kim Tok-Hun, Ri Ju-O, Ri Ryong-Nam, Jon Kwang-ho, Tong Jong-ho, Ko In-ho | Kim Jae-ryong    |
| * offiziell Vorsitzender des Präsidiums der Obersten Volksversammlung; ** offiziell Vorsitzender des Ministerrates |            |      |                      |                 |                                         |                |                                                                                                   |                  |